# Abelhorst
Abelhorst ist ein Ortsteil der Ortschaft Appeln in der Einheitsgemeinde Beverstedt im niedersächsischen Landkreis Cuxhaven. Abelhorst liegt zwischen Appeln und Freisdorf nahe der südöstlichen Kreisgrenze und besteht aus einigen Höfen entlang der Abelhorster Straße.

## Baudenkmäler

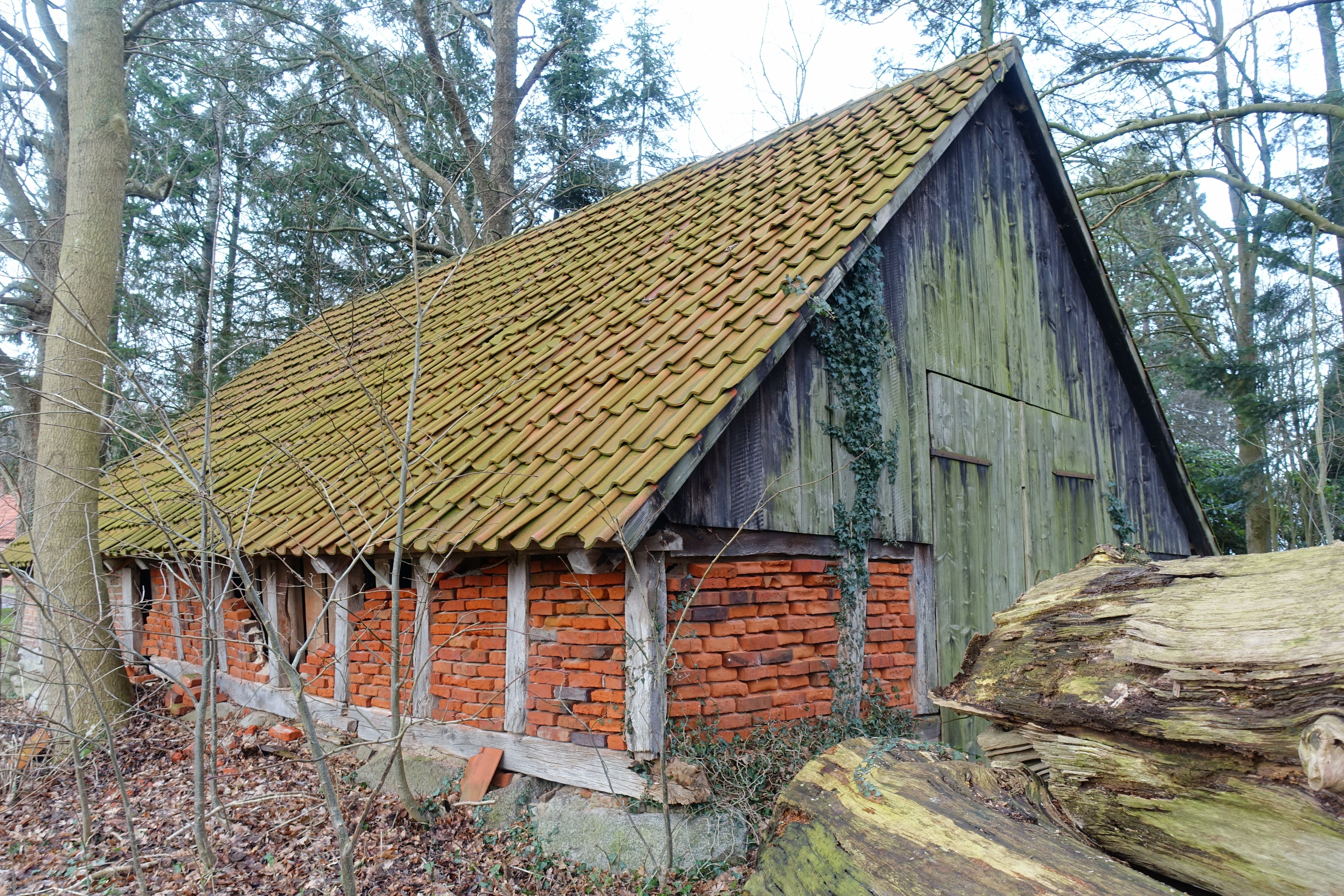
Schafstall in Abelhorst

Schafstall  an der Abelhorster Straße 19: „Fachwerkbau mit Backsteinausfachung, unter Satteldach in Ziegeldeckung. Mit Feldsteinsockel und verbretterten Steilgiebeln. Erbaut um 1860.“